# Henrik von Sydow
Ej att förväxla med Henrik von Sydow (regissör) (född 1958)
Carl Henrik Johan von Sydow, född 20 mars 1976 i Arboga, är en svensk omvärldsstrateg och tidigare svensk politiker (moderat) samt ordinarie riksdagsledamot 2002–2014, invald för Hallands läns valkrets, och ordförande i skatteutskottet 2010–2011 och 2012–2014.

## Biografi
Henrik von Sydow är son till Johan von Sydow, biträdande länspolismästare i Hallands län, och adjunkten Barbro von Sydow, född Adbring.
von Sydow har avlagt juris kandidatexamen vid Lunds universitet och har tidigare arbetat som journalist på tidningen Dagens Industri. Numera är han anställd vid Carnegie Investment Bank.

### Riksdagsledamot
Vid riksdagsvalen 2002, 2006 och 2010 var han den mest personkryssade riksdagskandidaten i Hallands län.[källa behövs] von Sydow var ordförande i skatteutskottet 2010–2011 och 2012–2014 samt ledamot av krigsdelegationen 2010–2014. Tidigare har han varit ledamot i lagutskottet 2002–2006, konstitutionsutskottet 2006–2008 och justitieutskottet 2008–2010. Tillsammans med Per Unckel företrädde han Moderaterna i Grundlagsutredningen.